# Journal des gens du monde
Le Journal des gens du monde est un hebdomadaire français qui ne connut que quatre mois d’existence et paraissait tous les lundis.

## Histoire
Fondé le 16 décembre 1833 par Charles Auguste Auber, sur un travail préparatoire de Charles Lassailly, Paul Gavarni et Antony Deschamps, à l'adresse du 5, rue de Castiglione à Paris, sur la base du journal du même nom publié de 1782 à 1785, il reste surtout connu pour ses illustrations dues à Camille Rogier. Il porte pour sous-titre « Artiste. Fashionable. » et avait pour rédacteur en chef Paul Gavarni.
Il est dissous dès le 21 avril 1834.